# C.L. Lehmus
Daniel Christian Ludolph Lehmus (ur. 3 lipca 1780 w Soest, zm. 18 stycznia 1863 w Berlinie) – niemiecki matematyk. Twierdzenie Steinera-Lehmusa nazwano jego nazwiskiem.
Lehmus pisał książki i biuletyny matematyczne oraz był jednym z redaktorów pisma Crelle od jego pierwszego wydania (w 1826).